# Pia Riva
Pia Riva (Piovene Rocchette, 4 aprile 1935) è un'ex sciatrice alpina italiana.

## Biografia

### Stagioni 1957-1960
Sciatrice polivalente, Pia Riva debuttò in campo internazionale in occasione del trofeo Arlberg-Kandahar 1957 (Chamonix, 8-10 marzo), dove si classificò 17ª nella discesa libera, 18ª nello slalom speciale e 18ª nella combinata; ai Mondiali di Badgastein 1958 (2-9 febbraio), sua prima presenza iridata, si piazzò 4ª nella discesa libera e 7ª nello slalom gigante e nel prosieguo di quella stagione fu 3ª nella discesa libera di Holmenkollen (13 marzo) e 2ª in quella della Coppa Foemina (Abetone, 5 aprile).
Nel 1959 si classificò 3ª nello slalom gigante delle SDS-Rennen (Grindelwald, 7-9 gennaio), 3ª nella discesa libera dell'Hahnenkamm (Kitzbühel, 16-17 gennaio) e 2ª nella discesa libera di Rottach-Egern (Wallberg, 7 marzo); nel 1960 vinse la discesa libera delle SDS-Rennen (Grindelwald, 6-8 gennaio), si piazzò 3ª in quella dell'Hahnenkamm (Kitzbühel, 15-17 gennaio) e prese parte agli VIII Giochi olimpici invernali di Squaw Valley 1960 (19-27 febbraio): in quel suo esordio olimpico fu 4ª nella discesa libera e 17ª nello slalom gigante.

### Stagioni 1961-1964
Nel 1961 si classificò 2ª nello slalom speciale delle SDS-Rennen (Grindelwald, 10-13 gennaio), 3ª nella discesa libera della Coppa Tognola (San Martino di Castrozza, 11-12 febbraio) e 3ª nella combinata dell'Arlberg-Kandahar (Mürren, 10-12 marzo). L'anno dopo vinse la combinata della Coppa dei Tre Comuni Ladini (Val Gardena, 27-29 gennaio), dove fu anche 2ª nella discesa libera, e ai successivi Mondiali di Chamonix 1962 (10-18 febbraio) ottenne il risultato più prestigioso della sua carriera vincendo la medaglia d'argento nella discesa libera, alle spalle della fuoriclasse austriaca Christl Haas; si classificò inoltre 21ª nello slalom gigante, 22ª nello slalom speciale e 12ª nella combinata. Nel prosieguo di quella stagione si piazzò 3ª nella discesa libera e nella combinata dell'Arlberg-Kandahar (Sestriere, 9-11 marzo) e alla Coppa Foemina (Abetone, 17-18 marzo) vinse la discesa libera e la combinata e fu 2ª nello slalom speciale.
Nel 1963 si classificò 3ª sia nella combinata della Coppa Foemina (Abetone, 22-23 febbraio) sia in quella pre-olimpica di Innsbruck (15-17 febbraio); l'anno dopo ai IX Giochi olimpici invernali di Innsbruck 1964 (29 gennaio-9 febbraio), sua ultima presenza olimpica e iridata, si piazzò 18ª nella discesa libera, 9ª nello slalom gigante, 9ª nello slalom speciale e 6ª nella combinata, disputata in sede olimpica ma valida solo per i Mondiali 1964. Nel prosieguo di quella sua ultima stagione agonistica vinse lo slalom speciale della Coppa Foemina (Abetone, 28-29 febbraio) e la discesa libera e lo slalom speciale Eastern ASA Championships (Stowe, 13-15 marzo); fu quindi 2ª nello slalom gigante, nello slalom speciale e nella combinata della Roch Cup (Aspen, 3-5 aprile) e chiuse la carriera al Barbara Henneberger Memorial (Sugar Bowl, 25-26 aprile), dove vinse lo slalom gigante e la combinata e si classificò 2ª nello slalom speciale.

## Palmarès

### Mondiali
- 1 medaglia:
  - 1 argento (discesa libera a Chamonix 1962)

### Classiche
Barbara Henneberger Memorial
- 2 vittorie (slalom gigante, combinata a Sugar Bowl 1964)

Coppa dei Tre Comuni Ladini
- 1 vittoria (combinata a Val Gardena 1962)

Coppa Foemina
- 3 vittorie (discesa libera, combinata ad Abetone 1962; slalom speciale ad Abetone 1964)

SDS-Rennen
- 1 vittoria (discesa libera a Grindelwald 1960)

### Campionati italiani
- 16 medaglie[24]:
  - 10 ori (discesa libera, slalom gigante nel 1958; discesa libera nel 1959; discesa libera, slalom gigante nel 1961; slalom gigante nel 1962; discesa libera, slalom gigante nel 1963; discesa libera, slalom gigante nel 1964)
  - 5 argenti (discesa libera nel 1957; slalom gigante nel 1959; slalom speciale nel 1961; slalom speciale nel 1962; slalom speciale nel 1964)
  - 1 bronzo (slalom speciale nel 1958)

### Campionati statunitensi
- 4 podi[25]:
  - 1 vittoria (slalom gigante nel 1964)
  - 3 secondi posti (discesa libera, slalom speciale, combinata nel 1964)